# Войни-Іздебник
Войни-Іздебник (пол. Wojny-Izdebnik) — село в Польщі, у гміні Шепетово Високомазовецького повіту Підляського воєводства.
Населення — 81 особа (2011).
У 1975-1998 роках село належало до Ломжинського воєводства.

## Демографія
Демографічна структура станом на 31 березня 2011 року:
|          | Загалом | Допрацездатний вік | Працездатний вік | Постпрацездатний вік |
| -------- | ------- | ------------------ | ---------------- | -------------------- |
| Чоловіки | 46      | 15                 | 25               | 6                    |
| Жінки    | 35      | 7                  | 19               | 9                    |
| Разом    | 81      | 22                 | 44               | 15                   |